# Alvito (Lazio)
Alvito település Olaszországban, Lazio régióban, Frosinone megyében. Lakosainak száma 2485 fő (2023. január 1.). Alvito Atina, Campoli Appennino, Casalvieri, Pescasseroli, Posta Fibreno, San Donato Val di Comino, Vicalvi és Gallinaro községekkel határos.

## Népesség
A település népessége az elmúlt években az alábbi módon változott:
| Lakosok száma | 2678 | 2650 | 2485 |
|               | 2017 | 2018 | 2023 |